# Oigny, Côte-d'Or
Oigny är en kommun i departementet Côte-d'Or i regionen Bourgogne-Franche-Comté i östra Frankrike. Kommunen ligger i kantonen Baigneux-les-Juifs som tillhör arrondissementet Montbard. År 2022 hade Oigny 40 invånare.

## Befolkningsutveckling
Antalet invånare i kommunen Oigny
Referens:INSEE